# Těrek
Těrek (rusky Терек, gruzínsky თერგი [Tergi], čečensky Терка [Terka], ingušsky Тийрк [Tijrk]) je řeka na severu Kavkazu pramenící v Gruzii, dále protéká čtyřmi republikami Ruské federace (Severní Osetií-Alanií, Kabardsko-Balkarskem, Čečenskem a Dagestánem) a Stavropolským krajem. Řeka je dlouhá 623 km, povodí má rozlohu 43 200 km².

## Průběh toku

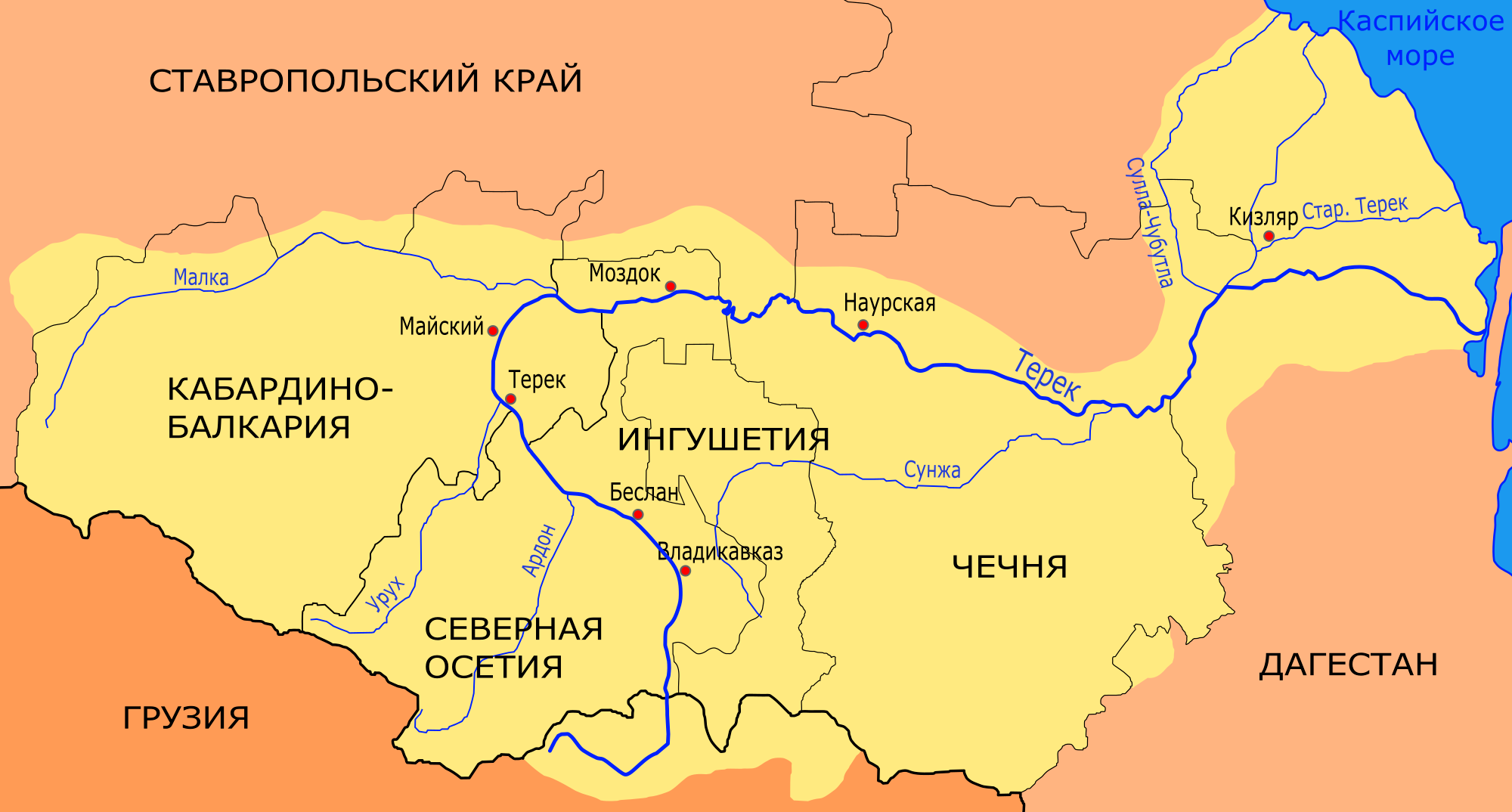
Povodí řeky Těreku

Pramení na svahu hlavního rozvodňového hřebenu Velkého Kavkazu z ledovce hory Zilgachoch jihozápadně od 5037 m vysokého Kazbeku v severní Gruzii. Prvních 30 km protéká mezi hlavním hřebenem a Bočním kavkazským hřbetem, a pak se obrací severním směrem k Darialské soutěsce, kde protíná Boční kavkazský hřbet do Severní Osetie-Alanie. Dále protéká skrze Skalistý hřbet a Černé hory. U severoosetského hlavního města Vladikavkaz vtéká do podhorské roviny a stáčí se na východ. Přijímá vodné řeky Gizeldon, Ardon, Uruch, Malku s Baksanem. Pod ústím Malky je koryto písčito-hlinité a nachází se v něm mnoho ostrovů, kos a mělčin. Pod ústím Sunži se řeka rozděluje na několik ramen a průtoků a dvěma se poté vlévá do Argachanského zálivu Kaspického moře. U města Kizljar tvoří bažinatou 100 km širokou deltu o rozloze 4000 km². Poloha hlavního koryta v deltě se několikrát měnila. Od roku 1941 protéká převážná část vody Kargalinskou průrvou.

## Vodní režim
Zdroj vody je smíšený, přičemž 70 % připadá na jarní a letní období. Nejvyšších vodních stavů dosahuje od července do srpna a nejmenších v únoru. Průměrný roční průtok vody u Vladikavkazu ve vzdálenosti 530 km od ústí činí 34 m³/s a ve vzdálenosti 16 km od ústí činí 305 m³/s. Kalnost dosahuje 400 až 500 g/m³ a za rok řeka odnese 9 až 26 Mt pevných částic. Řeka nezamrzá pravidelně, ale pouze ve velmi chladných zimách.

## Využití
Řeka je jednou z nejdelších a největších řek Kavkazu. Na dolním toku je bohatá na ryby (losos, pstruh, kapr, candát). Na horním toku je několik vodních elektráren a na dolním toku se voda řeky používá pro zavlažování (Tersko-kumský kanál, Kanál imeni Lenina aj.). Na řece leží města Vladikavkaz, Mozdok, Kizljar. Fotbalový klub 1. ruské ligy v Grozném se jmenuje Terek. Údolím řeky částečně prochází Gruzínská vojenská cesta.